# Debbie Stabenow
Deborah Ann "Debbie" Stabenow, född 29 april 1950 i Gladwin, Michigan, är en amerikansk demokratisk politiker. Hon var ledamot av USA:s senat från 2001 till 2025. Hon var ledamot av USA:s representanthus 1997-2001. 
Stabenow studerade vid Michigan State University. Hon avlade 1975 masterexamen och var sedan verksam som socialarbetare. Hon var ledamot av Michigan House of Representatives, underhuset i Michigans lagstiftande församling, 1979-1990. Hon var sedan ledamot av delstatens senat 1991-1994.
Stabenow besegrade sittande kongressledamoten Dick Chrysler i kongressvalet 1996. Hon omvaldes två år senare. Hon besegrade sedan sittande senatorn Spencer Abraham i senatsvalet 2000. Hon omvaldes 2006. I januari 2023 meddelade hon att hon inte skulle kandidera för omval år 2024.

## Privatliv
Stabenow var först gift med Dennis Stabenow; paret skilde sig under 1990. De har två barn.
2003 gifte sig Stabenow med Tom Athans. Den 28 maj 2010 skildes de.
Stabenow är medlem av United Methodist Church.